# Memorial Manuel Sanroma
El Memorial Manuel Sanroma es una carrera ciclista profesional, aunque de carácter no oficial, que se disputaba en la comunidad autónoma de Castilla-La Mancha, en España. Era una prueba de carácter itinerante y cada edición era acogida por una localidad de Castilla-La Mancha diferente. Se disputaba desde 2006
Esta prueba se realizó como homenaje al ciclista manchego Manuel Sanroma, fallecido trágicamente en el transcurso de la Volta a Cataluña de 1999, debido a una caída cerca de Villanueva y Geltrú, en Barcelona.
En 2015 se disputó en 2 etapas a modo de challenge (etapas individuales pero con clasificaciones generales para los que acabasen las 2 etapas).
Su primer ganador fue el también manchego Óscar Sevilla y ningún corredor se impuso en más de una ocasión.

## Palmarés
En naranja: edición amistosa de exhibición no oficial (critérium).
En amarillo: edición amateur.
| Año  | Ganador                 | Segundo                    | Tercero                     |
| ---- | ----------------------- | -------------------------- | --------------------------- |
| 2006 | Óscar Sevilla           | José Ángel Gómez Marchante | Manuel Beltrán              |
| 2007 | Alberto Contador        | Óscar Sevilla              | José Antonio Pecharromán    |
| 2008 | Javier Ramírez Abeja    | Raúl García de Mateos      | José Luis Roldán            |
| 2009 | Francisco Cordón        | José Toribio               | Antonio Cervera             |
| 2010 | No se disputó           | No se disputó              | No se disputó               |
| 2011 | Ivan Martínez Jiménez   | Adrían Alexander Alvarado  | José Belda                  |
| 2012 | Raúl García de Mateos   | Ángel Vallejo              | Esteban Plaza               |
| 2013 | Samuel Nicolás          | Andrés Sánchez             | Esteban Plaza               |
| 2014 | José Antonio de Segovia | Juan Camacho               | Juan Antonio López-Cózar    |
| 2015 | Jesús Alberto Rubio     | Ismael Piñera              | Antonio Cánovas             |
| 2016 | Óscar Hernández         | Marcos Jurado              | Daniel Sánchez              |
| 2017 | Leonel Coutinho         | Ángel de Julián            | Óscar Pelegrí               |
| 2018 | Francesc Zurita         | Alejandro Gómiz            | Ángel Fuentes               |
| 2019 | Bartosz Rudyk           | Nahuel D'Aquila            | Miguel Ángel Fernández Ruiz |
| 2020 | David Martín Romero     | Miguel Ángel Ballesteros   | Adrian Cobos                |
| 2021 | No se disputó           |                            |                             |
| 2022 | Fernando Tercero        | Davide Piganzoli           | Andoni López de Abetxuko    |
| 2023 | Francisco García Rus    | Sergi Darder               | Haimar Etxeberria           |
| 2024 | Ricardo Zurita          | Daniel Cavia               | Francisco García Rus        |
| 2025 | Daniil Kazakov          | Joan Martí Bennassar       | Estanislao Calabuig         |

## Palmarés por países
| País     | Victorias |
| -------- | --------- |
| España   | 15        |
| Portugal | 1         |
| Polonia  | 1         |
| Rusia    | 1         |